# Liste des sites Ramsar en Moldavie
Cet article recense les zones humides de Moldavie concernées par la convention de Ramsar.

## Statistiques
La convention de Ramsar est entrée en vigueur en Moldavie le 20 octobre 2000.
En janvier 2020, le pays compte trois sites Ramsar, couvrant une superficie de 947,05 km2 (soit environ 2,8% du territoire moldave).

## Liste
| Site                            | Notes                                                             | Date              | Superficie (km²) | Altitude (m) | Identifiant Ramsar | Identifiant WDPA | Coordonnées                       | Photo |
| ------------------------------- | ----------------------------------------------------------------- | ----------------- | ---------------- | ------------ | ------------------ | ---------------- | --------------------------------- | ----- |
| Lacs du Prout inférieur (es)    |                                                                   | 20 juin 2000      | 155,53           | -2 - 193     | 1029               | 220067           | 48° 16′ 59″ nord, 28° 03′ 00″ est |       |
| Rives du Dniestr inférieur (es) | Territoire contrôlé par la république séparatiste de Transnistrie | 20 août 2003      | 191,52           | 51 - 245     | 1316               | 901300           | 45° 42′ 00″ nord, 28° 10′ 59″ est |       |
| Unguri-Holosnita (es)           |                                                                   | 14 septembre 2005 | 600,00           | 2 - 153      | 1500               | 902736           | 46° 34′ 01″ nord, 29° 49′ 01″ est |       |